# 3大ギタリスト
三大ギタリスト（さんだいギタリスト）は、エリック・クラプトン、ジェフ・ベック、ジミー・ペイジの三者をまとめて示す、日本独自の固有名称。日本のレコード会社ワーナー・パイオニア(現ワーナーミュージック・ジャパン)がセールスの為に作り出し、主に1970年代に日本の音楽関係のマスコミの一部が使用した言葉。また、一般的な用法として単に三人のギタリストを取り上げるときに使われる言葉でもある。

## 概要
「三大ギタリスト」とは、ワーナー・パイオニアという日本のレーコード会社が作り出したキャッチフレーズであり、当初は「世界三大ギタリスト」と呼称していた。
2008年に発行されたシンコーミュージック・エンタテイメント刊「天才ギタリストスペシャル クラプトン・ベック・ペイジ」の記述によれば、以下の共通点があるとの事。
1. 3者ともヤードバーズ出身
2. 3者とも当時の日本で人気が高い
3. 各自の実力や個性、当時の活動状況などで比較しやすい

なお、各自の活動はそれぞれの項目を参照の事。

## 概歴
ヤードバーズを辞めた後、3人はそれぞれ別個に音楽活動を展開しており、それらの活動は音楽関係のマスコミによって日本にも報道された。そのひとつであるミュージック・ライフで特に三大ギタリストという言葉が頻用されており、1975年にはミュージック・ライフの出版元であるシンコー・ミュージックから「三大ギタリストの探究」が出版され、3者を同列に並べる形式で経歴や奏法などを比較解説している。
これに対して、同時期に出版された他の音楽雑誌・書籍で「三大ギタリスト」という表現を用いないものもある。財団法人ヤマハ音楽振興会から1975年に出版された「ロックギタリスト 炸裂する音に賭ける獅子達」では、3者とも解説とインタビューが掲載された56アーティストのひとつとして扱われており、いずれの項目にも「三大ギタリスト」という表現は登場しない。またミュージックライフと同じシンコーミュージックから1978年に出版された「ジェフ・ベック 孤独の英雄伝説」では、p.331で紹介されているアルバム"FEATURING PERFORMANCES by CLAPTON,BECK & PAGE"の解説で「ヤードバーズ三代のギタリスト」、同p.332で紹介されているアルバム"BECK PAGE CLAPTON"の解説で「ヤードバーズの三人のギタリスト」と記述されているが、「三大ギタリスト」という表現は登場しない。
しかしその後、シンコーミュージック以外の出版物にも「三大ギタリスト」という表現が登場するようになった。1983年に3者が共演したARMS Charity Concertは、バップからライブDVD「アームズ・コンサート 三大ギタリスト夢の競演」という邦題でリリースされ、リットーミュージック刊「ギター・マガジン」2009年5月号に掲載された「現代の3大ギタリスト ジョン・フルシアンテ、ジョン・メイヤー、デレク・トラックス」という記事にはクラプトン、ベック、ペイジの解説も掲載されている。

## 類似表現
1970年にラリー・コリエル、ジョン・マクラフリン、パコ・デ・ルシアがユニットを組んで10年強の活動を行った際には、日本のマスコミがこのユニットを「スーパー・ギター・トリオ」と呼んだこともあり、1980年、ラリー・コリエルが抜けてアル・ディ・メオラに交替した時のライブアルバムは『フライデイ・ナイト・イン・サンフランシスコ〜スーパー・ギター・トリオ・ライヴ!』という邦題が付けられている。
またローリング・ストーン誌は2007年2月号でジョン・メイヤー（ジョン・メイヤー・トリオ）、デレク・トラックス（オールマン・ブラザーズ・バンド）、ジョン・フルシアンテ（レッド・ホット・チリ・ペッパーズ）の3人を「The New Guitar Gods」とした。なお、前節の記述の通り、この3人は「ギター・マガジン」2009年5月号で「現代の3大ギタリスト」と表現されている。
前述のとおり『3大ギタリスト』とは『エリック・クラプトン』、『ジェフ・ベック』、『ジミー・ペイジ』の三者を示す固有名称であるが、一般的な言葉として「3大ギタリスト」と使う場合は類似表現として説明が必要である。エリック・クラプトン、ジェフ・ベック、ジミー・ペイジの三人に、リッチー・ブラックモアとジミ・ヘンドリックスを加えて、「5大ギタリスト」という括り方もある。